# Daniel Gotthilf Moldenhawer
Daniel Gotthilf Moldenhawer, född den 11 december 1753 i Königsberg (nuvarande Kaliningrad), död den 21 november 1823, var en dansk lärd, son till Johann Heinrich Daniel Moldenhawer, bror till Johann Jacob Paul Moldenhawer och farfar till  Johannes Moldenhawer. 
Moldenhawer blev professor i teologi vid Kiels universitet 1777 och efter en längre utländsk resa i Frankrike och Spanien 1784 förflyttad till Köpenhamn, där han var professor till 1805. År 1788 blev han överbibliotekarie vid kungliga biblioteket, som under hans ledning utvidgades till tredubbelt omfång. Dessutom uppgjorde han planen till dess stora katalog och fick arbetet till hälften färdigt. År 1790 blev han medlem av kommittén för universitetets och de lärda skolornas omorganisation och var 1805-17 medlem av direktionen för dessa anstalter. Fastän utomordentligt lärd författade han blott några få historiska avhandlingar.